# Спас Делев
Спас Делев е български футболист, който играе като крило за Локомотив София.

## Състезателна кариера
Роден е на 22 септември 1989 в село Ключ, община Петрич. Юноша е на Беласица Пч., където играе три години. През 2006 г. се мести в Благоевград, където се записва да учи в Гимназията по строителство.
Започва да играе футбол едва 16-годишен в на т.нар. автентичен Пирин, който тогава се състезава във В футболна група. На следващата година отново с „орлетата“ в Западна Б група, където става голмайстор №1 на втора дивизия, а от началото на 2009 г. след обединението на двата Пирин-а в А група.

### Пирин
Дебют за обединения благоевградски отбор, с който подписва договор за 2,5 години, прави на 4 март 2009 г. в мач от турнира за Купата на България срещу ЦСКА в София. Тогава през второто полувреме бързоногият тийнейджър отбелязва изравнителния гол за своя отбор и праща мача в продължения и дузпи, където на края ликуват. В полуфинала от същия турнир срещу Левски Делев е на крачка от трагичен инцидент. След получен спазъм на белите дробове остава да лежи на тревата, а по-късно е откаран по спешност в болница. 
На 10 април в мач от 20-ия кръг на А група Спас Делев отбелязва два гола във вратата на родния си отбор Беласица за победата с 4:1 и е избран за „играч на кръга“  След края на шампионата в анкетата на Асоциацията на българските футболисти Делев е избран за „най-добър млад футболист“ на годината.
Получава няколко повиквателни за контролни срещи на юношеския национален отбор, а след направения фурор през пролетта получава повиквателна и за младежката формация. На 3 юни прави дебют в контролата с връстниците си от Австрия, а на 10 юни участва в квалификация за Евро 2006 при загубата от Израел с 3:4. В този мач Спас Делев получава червен картон и оставя съотборниците си с човек по-малко.

### ЦСКА
След преминаването си в ЦСКА Делев не взема участие в първите мачове. Все пак в плейофа за Лига Европа Делев дебютира в мач срещу Динамо Москва.
В първия мач (завършил 0 – 0 в София), Делев прави фрапантен пропуск в края на мача, пропускайки сам срещу вратаря. Във втория мач обаче се реваншира вкарвайки фамозен гол с летящ плонж, пропуска няколко много добри положения, в мач в който ЦСКА побеждава (0 – 0 и 1 – 2), класирайки се за груповата фаза на турнира. Спас Делев става играч на мача, и привлича вниманието на руските спортни медии към себе си.

### Мерсин
През зимния трансферен прозорец Делев напуска ЦСКА (София) и облича екипа на турския клуб Мерсин, подписвайки договор за 3 години и половина на 12 януари 2012. Само три дни по-късно дебютира за клуба при домакинската загуба с 0 – 2 от Анталияспор. На 24 януари отбелязва първия си гол за Мерсин, откривайки резултата при загубата с 1 – 2 от Кайзериспор. През юни 2012 прекратява договора си с Мерсин поради неизяснени финансови отношения между него и ръководството.

### Завръщане в ЦСКА
След седем месеца извън професионалния футбол, на 31 януари 2013 Спас подписва нов договор със софийския клуб ЦСКА и се завръща в България. 

### Лас Палмас
През лятото на 2013 г. Делев преминава в испанския Лас Палмас, като на 31 юли е представен официално.

### Лудогорец
През зимния трансферен прозорец Спас Делев подписва с Лудогорец на 9 януари 2022 г. Играчът носи фланелката с номер 90 в отбора от Разград. През сезон 2021/2022 Делев изиграва 13 мача и отбелязва 2 гола за Лудогорец. През сезон 2022/2023 г. участва в 13 срещи от Първа Лига, като се отчита с 2 гола, 6 срещи в квалификационните кръгове в турнира Шампионска лига и записва участие в 5 срещи в турнира Лига Европа. 

## Национален отбор
На 26 март 2011 г. Спас Делев прави официален дебют за националния ни отбор в двубой срещу Швейцария, завършил при резултат 0:0.
На 25 март 2017 г. Спас Делев бележи първите си попадения за националния отбор. Това се случва в двубоя от световните клалификации срещу Холандия (2:0).

## Статистика
- Информацията е обновена за последно на 7 май 2013.

| Сезон            | Клуб                | Първенство       | Мачове     | Голове     | Мачове | Голове | Мачове | Голове | Мачове | Голове |
| България         | България            | България         | Първенство | Първенство | Купа   | Купа   | Европа | Европа | Общо   | Общо   |
| ---------------- | ------------------- | ---------------- | ---------- | ---------- | ------ | ------ | ------ | ------ | ------ | ------ |
| 2008 – 09        | Пирин (Благоевград) | А Група          | 12         | 3          | -      | -      | -      | -      | 12     | 3      |
| 2008 – 09        | Банско              | В Група          | 14         | 8          | -      | -      | -      | -      | 14     | 8      |
| 2009 – 10        | ЦСКА (София)        | А Група          | 26         | 2          | -      | -      | -      | -      | 26     | 2      |
| 2010 – 11        | ЦСКА (София)        | А Група          | 26         | 8          | -      | -      | -      | -      | 26     | 8      |
| 2011 – 12        | ЦСКА (София)        | А Група          | 13         | 8          | -      | -      | -      | -      | 13     | 8      |
| Турция           | Турция              | Турция           | Първенство | Първенство | Купа   | Купа   | Европа | Европа | Общо   | Общо   |
| 2011 – 12        | Мерсин              | Турска Суперлига | 12         | 2          | -      | -      | -      | -      | 12     | 2      |
| България         | България            | България         | Първенство | Първенство | Купа   | Купа   | Европа | Европа | Общо   | Общо   |
| 2012 – 13        | ЦСКА (София)        | А Група          | 13         | 5          | -      | -      | -      | -      | 13     | 5      |
| Общо в кариерата | Общо в кариерата    | Общо в кариерата | -          | -          | -      | -      | -      | -      | 116    | 36     |